# Saint-Philbert-en-Mauges
Saint-Philbert-en-Mauges är en kommun i departementet Maine-et-Loire i regionen Pays de la Loire i nordvästra Frankrike. Kommunen ligger i kantonen Beaupréau som tillhör arrondissementet Cholet. År 2018 hade Saint-Philbert-en-Mauges 382 invånare.

## Befolkningsutveckling
Antalet invånare i kommunen Saint-Philbert-en-Mauges
| Referens: INSEE |